# 日本上鬚蘭
日本上鬚蘭（学名：Epipogium japonicum）为兰科虎舌兰属下的一个种。其种加词“japonicum”意为“日本的”。